# Alexis-Marie de Rochon
Alexis-Marie de Rochon, född den 21 februari 1741 i Brest, död den 5 april 1817, var en fransk astronom och fysiker.
Rochon blev ledamot av Institutet 1795 och direktor för observatoriet i Brest 1796. Han författade en mängd arbeten i astronomi och optik samt konstruerade Rochons mikrometer.